# Сінді Ґаєр
Сінді Ґаєр (англ. Cindy Guyer; народилася 9 лютого 1961 Стемфорд, Коннектикут, США) — американська акторка та модель, відома як обличчя з обкладинки романтичних новел про детективку Ненсі Дрю. Ґаєр була на обкладинках близько 2000 книг, а також у багатьох часописах, у тому числі Playboy.

## Життєпис
Народилася Сінді Ґаєр у 1961 році у Стемфорді, Коннектикут, США. Була ведучою телевізійного ігрового і реаліті-шоу «Mr. Romance», в якому 12 конкурсантів-чоловіків боролися за право з'явитися на обкладинці роману.
Сінді Ґаєр з'являється у серіалах та фільмах у ролі акторки, починаючи з 1984 року. Фільмографія телевізійних та кіно проєктів, у яких брала або бере участь Сінді Ґаєр, налічує близько 14 робіт.

## Фільмографія
- «Кривавий марш Кракуна» (2014)
- «Ідеальна няня» (2000)
- «Оповідачі» (1999)
- «Хіт і злітно-посадкова смуга» (1999)
- «Китайський городовий» (серіал, 1998–2000)
- «Воєнний стан» (1998)
- «Літо веселощів» (1997)
- «У дзеркала два обличчя» (1996)
- «Космічний привид» (1994)
- «Солдати удачі» (1991)
- «Холодна синява» (1990)
- «Поліцейський-психопат» (1989)
- «Теплий літній дощ» (1989)
- «Повернення Джека» (1988)
- «Сплітц» (1984)
- «Розкол» (1982)
- «Наречена для мільйонера»